# Ⰶ
Cette page contient des caractères spéciaux ou non latins. S’ils s’affichent mal (▯, ?, etc.), consultez la page d’aide Unicode.
Jivete (Живете en cyrillique ; capitale Ⰶ, minuscule ⰶ) est la 7e lettre de l'alphabet glagolitique.

## Linguistique
La lettre sert à noter le phonème /ʒ/.

## Historique
L'origine de la lettre n'est pas connue.

## Représentation informatique
- Unicode :
  - Capitale Ⰶ : U+2C06
  - Minuscule ⰶ : U+2C36